# VII Клавдиев легион
Легио́н VII «Кла́вдия» (лат. Legio VII Claudia Pia VII Fidelis VII) — римский легион, сформированный Гаем Юлием Цезарем в 58 году до н. э. Просуществовал, как минимум, до самого конца IV века. Символы легиона — бык и лев.

## Основание
Сформирован Гаем Юлием Цезарем в 58 году до н. э. для вторжения в Галлию. Один из старейших легионов Империи. При формировании, скорее всего, не получил никакого наименования, однако первое десятилетие своего существования именовался Paterna («Старейший»)

## Боевой путь
Первым сражением, в котором участвовал легион, была битва на Сабисе (совр. река Самбре, Фландрия) в ходе Галльской войны, когда войска Гая Юлия Цезаря выступили против троекратно превышающих их сил нервиев в начале 57 года до н. э. Битва закончилась блестящей победой римлян.
В 56 году до н. э. участвует в кампании против венетов, а в 55—54 годах до н. э. совершает с Юлием Цезарем два похода в Британию, где участвует в кампании против Кассивелауна.
В 52 году до н. э. сражается против Верцингеторикса в окрестностях Лютеции, будущего Парижа. Позднее он принимает участие в осаде Алезии (совр. Ализ-Сент-Рен, Франция).
Во время гражданской войны 49—45 годов до н. э. сражается на стороне Цезаря в битве при Илерде в Испании в 49 году до н. э. Затем — в битве при Диррахии (совр. Дуррес, Албания) и при Фарсале (совр. Фарсала, Греция).
В 46 году до н. э. участвует в Африканской кампании Цезаря и сражается при Тапсе (совр. Рас-Димас, Тунис).
На следующий год Гай Юлий Цезарь практически распустил легион, расселив ветеранов около Капуи и Люки (совр. Сан-Люка, Италия). Однако после смерти диктатора в 44 году до н. э. легион был воссоздан пасынком покойного, Октавианом, и основной костяк его составили ветераны, сражавшиеся под руководством Юлия Цезаря.
В ходе гражданской войны 44—42 годов до н. э. легион принимает участие в битве под Мутиной в 43 году до н. э. и в двух битвах у Филипп, состоявшихся в октябре 42 года до н. э. После этих сражений легион получает название Macedonica («Македонский»). В 41 году до н. э. принимает участие в осаде Перузии.
В 9 году, после сражения в Тевтобургском Лесу, легион переводят из Италии в Далмацию, в Тилурий (недалеко от совр. Триль, Хорватия), а затем в Бурн (совр. Кистанье, Хорватия), где он встал лагерем вместе с легионом XI Claudia.
В 42 году наместник Далмации Луций Аррунций Камилл Скрибониан поднял мятеж против императора Клавдия, недавно пришедшего к власти. Однако мятеж был быстро и безжалостно подавлен силами VII и XI легионов, за что оба они были переименованы и получили когномен Claudia («Легион Клавдия»), а также титул Pia Fidelis («Верный и преданный»). Однако титул скоро превратился в когномен и легионы так и стали называться Claudia Pia Fidelis («Верный и преданный легион Клавдия»).
В 58 году заменил в Виминации (современный Костолац, Сербия) легион IIII Scythica, воевавший под начальствованием Корбулона.
В 69 году легион сначала выступил на стороне Отона и принимал участие в сражении при Бедриаке на его стороне. Вителлий, тем не менее, вернул сражавшихся против него легионеров обратно на Дунай, но они сразу же поддержали его нового противника — Веспасиана, и приняли участие во второй битве при Бедриаке (битве при Кремоне), на этот раз оказавшись в числе победителей.
В 86—88 годах, а также в 101—102 гг. принимает участие в войнах против даков.
Легион, скорее всего, принимает участие в парфянской кампании Траяна. В 116 году легион из Месопотамии переводится на Кипр, где устраняет отголоски восстания иудеев.
Во времена правления Марка Аврелия легион участвует во всех войнах, происходивших на Дунае, причём несёт значительные потери. Известно, что в 160 году, для того, чтобы восстановить силы легиона, пришлось набрать вдвое больше народу, чем набиралось ежегодно.
В 193 году легион состоял в армии Септимия Севера, пошедшей с ним на Рим и свергнувшей Дидия Юлиана. Позже легион принимает участие в Парфянской кампании Севера и участвует в разграблении Ктесифона.
В III веке легион остаётся в Виминации, выполняя полицейские и карательные функции, участвуя в сражениях с дунайскими племенами.
Во времена Галлиена получает от него титул Pia VII Fidelis VII за поддержку против Постума. После смерти Галлиена титул практически не употребляется.
Во времена Диоклетиана сопровождает императора в Римский Египет.

## Расформирование
До конца IV века легион точно находился на Дунае. Дальнейшая его судьба неизвестна.

## Полезные ссылки
- Список римских легионов
- Легион на livius.org Архивная копия от 30 октября 2014 на Wayback Machine
- Р.Канья «Легион» Краткое описание истории различных легионов на портале XLegio.
- Римская Слава Античное военное искусство